# HD 103961
HD 103961，又名CP-55 4751，SAO 239533、HR 4576，是一颗恒星，视星等为5.44，位于銀經295.57，銀緯5.79，其B1900.0坐标为赤經11h 53m 11.8s，赤緯-55° 5.79′ 38″。